# Rudi Lesser

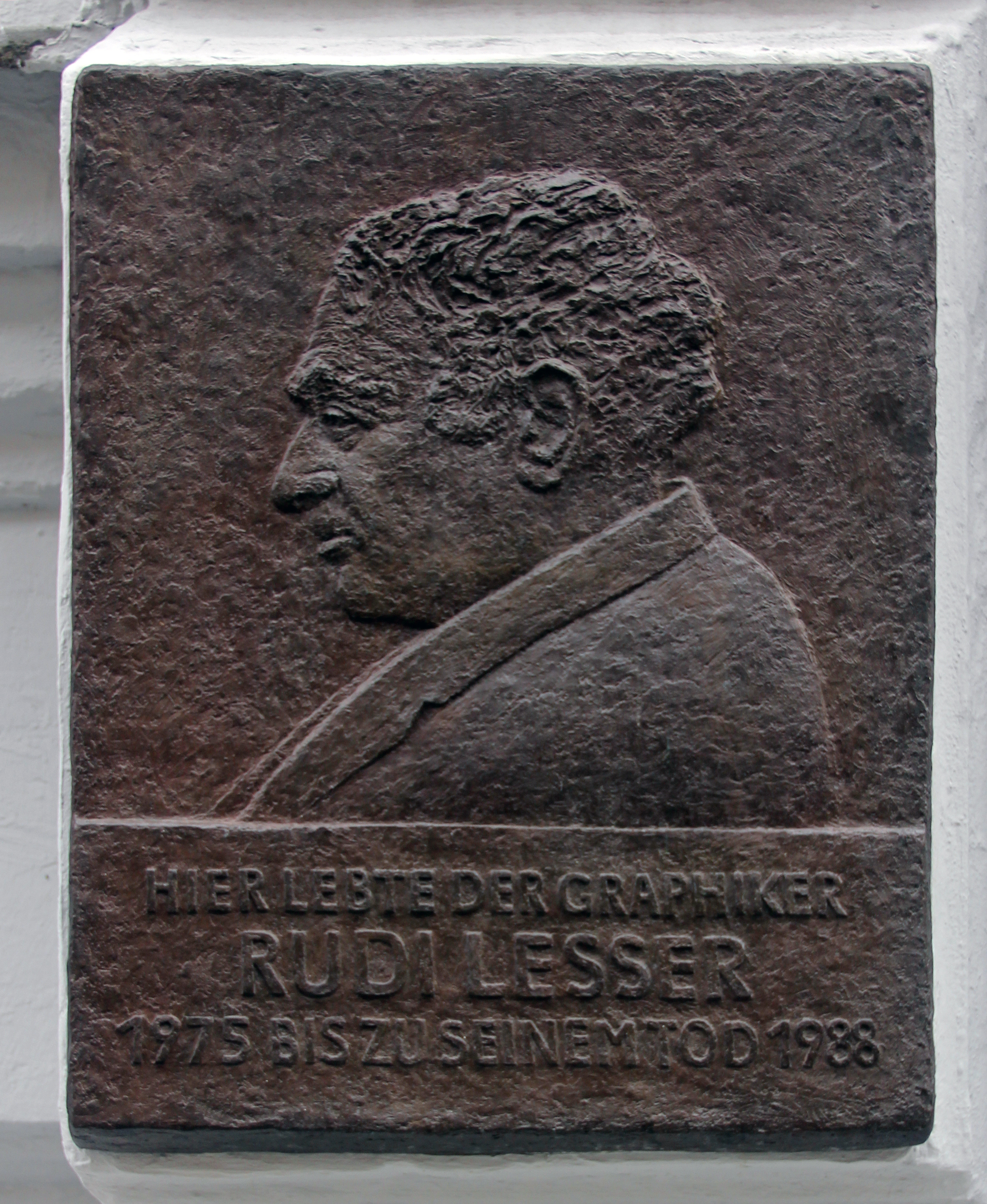
Gedenktafel am Haus Solmsstraße 33, in Berlin-Kreuzberg

Rudi Lesser (* 12. Juli 1902 in Berlin; † 1. März 1988 ebenda) war ein deutscher Aquarellmaler, Radierer und Lithograf.

## Leben
Von 1919 bis 1923 besuchte er die Unterrichtsanstalt des Kunstgewerbemuseums Berlin. Seinen einfühlsamen Porträts gequälter Seelen, wie Don Quijote, den er anders als die meisten nicht ‘traurig’, sondern ‘scharfsinnig’ nannte, brachte ihm Stipendium und Studium an der Berliner Akademie in der Meisterklasse des Impressionisten Hans Meid ein. Lesser wollte seinen künstlerischen Ausdruck und damit seinen Blick auf die Gesellschaft schärfen und wechselte daher zu dem in Königsberg (Preußen) kürzlich berufenen Klaus Richter, den er schon von der Unterrichtsanstalt in Charlottenburg kannte. Neben Skizzen aus dem Großstadt-Alltag waren es auch Themen des Judentums, die seine Bilderwelten belebten. So illustrierte er die „Legenden aus dem Talmud“ von Jakob Fromer (1865–1938), der als erster Bibliothekar der jüdischen Gemeinde Berlin gerade den Kontakt zu den zeitgenössischen jüdischen Künstlern suchte und sie in Projekte einband. Der wenigstens in Fachkreisen so gewertete Durchbruch gelang 1931 mit einer Einzelausstellung in der einflussreichen Galerie Gurlitt. 1933 zerstörten Nationalsozialisten in seiner Abwesenheit sein Atelier. Von Freunden gewarnt, floh er nachts und ohne Gepäck nach Dänemark. Nach der deutschen Besetzung 1940 ging es von dort weiter nach Schweden. Zwischen 1946 und 1956 lebte er in den USA. Dort beschickte er Ausstellungen (z. B. bei Lotte Jacobi in New York), des Weiteren war er als Dozent an der Howard University in Washington, D.C. tätig. Als nach dem Versenden eines Care-Pakets an seine Berliner Freunde diese den Kontakt zu dem Totgeglaubten ebenfalls wieder aufnahmen, kehrte er 1956 nach Berlin zurück. Hier lebte er zum Schluss unter ärmlichen Verhältnissen im Stadtteil Kreuzberg, zunächst in der Teilruine über der Kneipe Leierkasten, danach in der Solmsstraße. Er hielt Kontakt zu anderen Künstlern und den Berliner Malerpoeten wie Günter Bruno Fuchs, Kurt Mühlenhaupt, Nepomuk Ullmann, Artur Märchen, Peter Blaar u. a. Aber für einen sozialkritischen Zeichner gab es nur wenige Aufträge, so fertigte Lesser für die Kreuzberger Neue Zeitung einige Titelbilder an. Spaziergänge mit seinem Hund Trully, der ihn überallhin begleitete und kleine Kunststücke vollführte, ausgedehnte Freiluftgymnastik mit nacktem Oberkörper auch in belebten Straßen und der allabendliche Schachmarathon machten ihn zu einem typischen Kreuzberger ‘Luftmenschen’. Sein politisches Engagement galt zuletzt der Anti-Atomkraft-Bewegung, für die er einige ungewöhnliche Flugblätter gestaltete. Zu seinen letzten buchgestalterischen Arbeiten gehört die Illustration zu Alfred Döblins "Die Bibliothek".
Rudi Lesser starb 1988 im Alter von 85 Jahren in Berlin. Sein Grab befindet sich auf dem Friedhof III der Jerusalems- und Neuen Kirche in Berlin-Kreuzberg.
Das umfangreichste zusammenhängende Konvolut seiner Zeichnungen stellt die ‘Sammlung Sachse’ dar, die sich seit 2011 im Lindenau-Museum Altenburg befindet. Dort hat der Berliner Jurist Sachse besonders Arbeiten zum Thema der Halb- und Unterwelt Berlins in der Weimarer Republik mit seinen Clubs, Spelunken, Mietskasernen, ‘Ganoven und Bordsteinschwalben’ zusammengetragen, die auch Lesser faszinierten.